# Đuro Blažeka
Đuro Blažeka (* 8. April 1968 in Prelog) ist ein kroatischer Sprachforscher, Lexikograph, Pädagoge und kajkavischer Experte.

## Werdegang
Blažeka besuchte die Grundschule in Prelog in Murinseln. Das Gymnasium besuchte er in Varaždin. 1998 schrieb er seinen Master-Abschluss Govor Preloga (Dialekt von Prelog). 2004 promovierte er mit der Dissertation Govori Međimurja (Dialekte in Murinseln). Für kurze Zeit studierte er in Salzburg.
Von 1992 bis 1999 lehrte er die kroatischen Sprache an den Mittelschulen in Zagreb. 1998 wurde er Lehrer an der Pädagogischen Hochschule Čakovec. Vom 1. Oktober 2006 bis zum 11. November 2009 war er Dekan an der pädagogischen Hochschule. Am 12. November 2009 wurde er Stellvertreter Dekan an der Pädagogischen Fakultät von Zagreb.
Đuro Blažeka veröffentlicht Bücher und Artikel zu den kajkavischen Dialekten (Murinslen, Podravina). Er ist verheiratet und hat vier Kinder. Heute lebt er in Zagreb.